# Тищенко Микола Анатолійович
Тищенко Микола Анатолійович  (народився 1 червня 1955 р. в м.Краматорську Донецької області) — борець  за незалежність України у ХХ сторіччі, громадський діяч, науковець, журналіст — активний учасник національно-визвольної боротьби за незалежність і демократичний устрій України. член фундаторської редакційної колегії газети «Східний часопис». В.о. головного редактора цієї газети

## Біографія та громадсько-політична діяльність

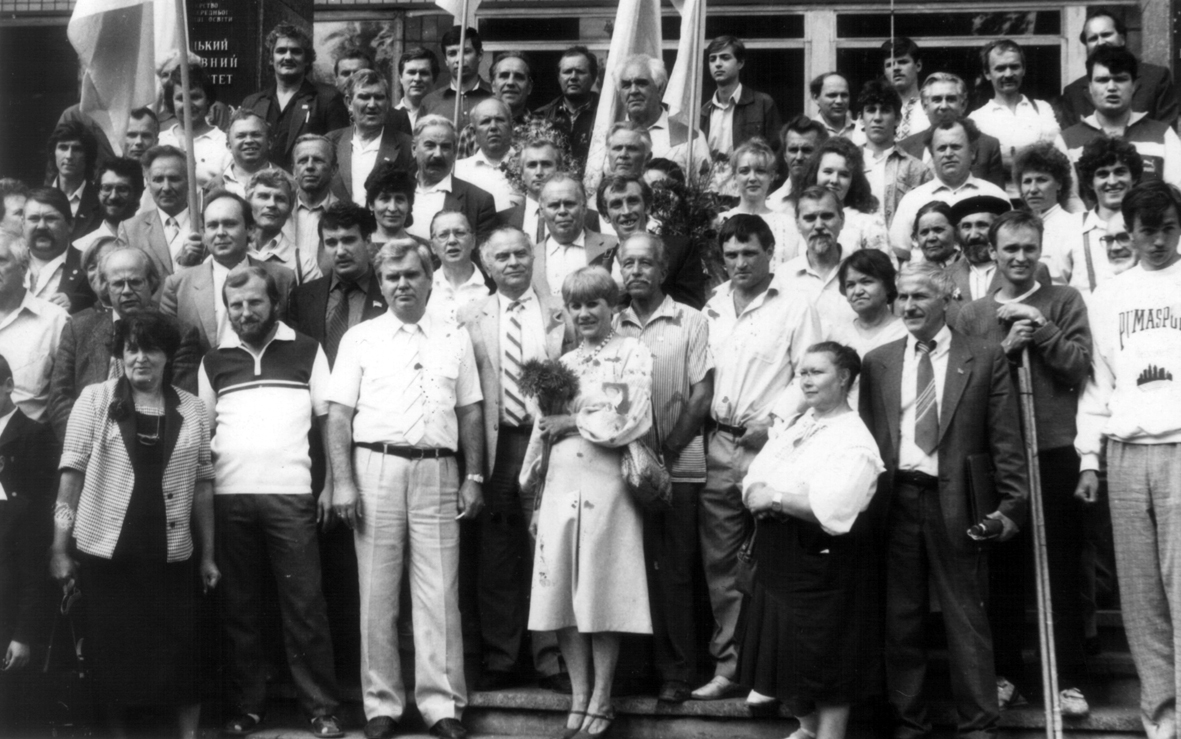
Товариство мови- РУХ

Микола Анатолійович Тищенко — один з ініціаторів та фундаторів Донецького обласного Товариства української мови імені Т. Г. Шевченка, один із фундаторів (1989) Народного Руху України за перебудову в Україні на Донбасі, делегат Установчих зборів НРУ.
Співорганізатор (від Донеччини) Дня Злуки УНР і ЗУНР. 1990-01-22(Київ Метро Берестейська)
31.03.1990 Співорганізатор з Іллєю Шутовим несанкціонованого мітингу солідарності з народом Литви, який 11 березня 1990 року проголосив незалежність. Мітинг був заборонений владою УРСР, тому переріс у масові заворушення і походи центральними вулицями Донецька.
По факту організації масових заворушень з прапорами Литви і України, під гаслами: «Волю Литві!», «За нашу і вашу свободу!» був притягнутий до адміністративної відповідальності.
Співорганізатор виборчої кампанії кандидата в Президенти України В'ячеслава Чорновола на Донеччині. Виборча кампанія надала можливість донести ідею незалежності України у всі трудові колективи м. Донецька.
Співорганізатор (з Володимиром Білецьким та Валентиною Тихою) святкування 500-річчя Запорозького козацтва в Капулівці (Чортомлицька Січ). Співорганізатор з Іллєю Шутовим пікетування членами НРУ 19 серпня 1991 року (на фото  — на передньому плані другий справа, спиною) Донецької міськради з вимогою  визнання діяльності ДКНС (ГКЧП — рос.) злочинною і антиконституційною. В Донецькій міськраді організували Штаб спротиву ДКНС (ГКЧП — рос.) Під впливом РУХу 19 серпня зібрана позачергова сесія депутатів міста Донецька, якою дії ДКНС засуджені і оприлюднено звернення до народу, Уряду і парламента України з вимогою дотримуватись в Україні конституційного ладу і Декларації про незалежність України.

## Освіта
У 1972 р.
закінчив середню школу і вступив на
хімічний факультет Донецького
державного університету, який закінчив
з відзнакою у 1977 р. за фахом «біохімія». Після закінчення ВНЗ
вступив до аспірантури Інституту фізико-органічної хімії та вуглехімії
АН України (м. Донецьк), яку закінчив у 1980 р. із поданням дисертації
до захисту. Дисертацію на здобуття ступеня кандидата хімічних наук
захистив у 1984 р. Працював в інституті інженером, науковим
співробітником, завідувачем відділу ІНФОВ НАН України (м. Донецьк).

## Нагороди та відзнаки
- Орден «За мужність» III ступеня (2009)

## Галерея

16.07.1993 . Говерляна. 3 -річниця Незалежності! Зліва- М. Тищенко. В. Піпаш, М.Джанда, (4), 5 - І.Шутов16.07.1993 . Говерляна. 3 -річниця Незалежності! Зліва- М. Тищенко. В. Піпаш, М.Джанда, (4), 5 - І.Шутов
Встановлення прапора на г. Говерла. Серед учасників - Тищенко М.А. 16 липня 1993 р.
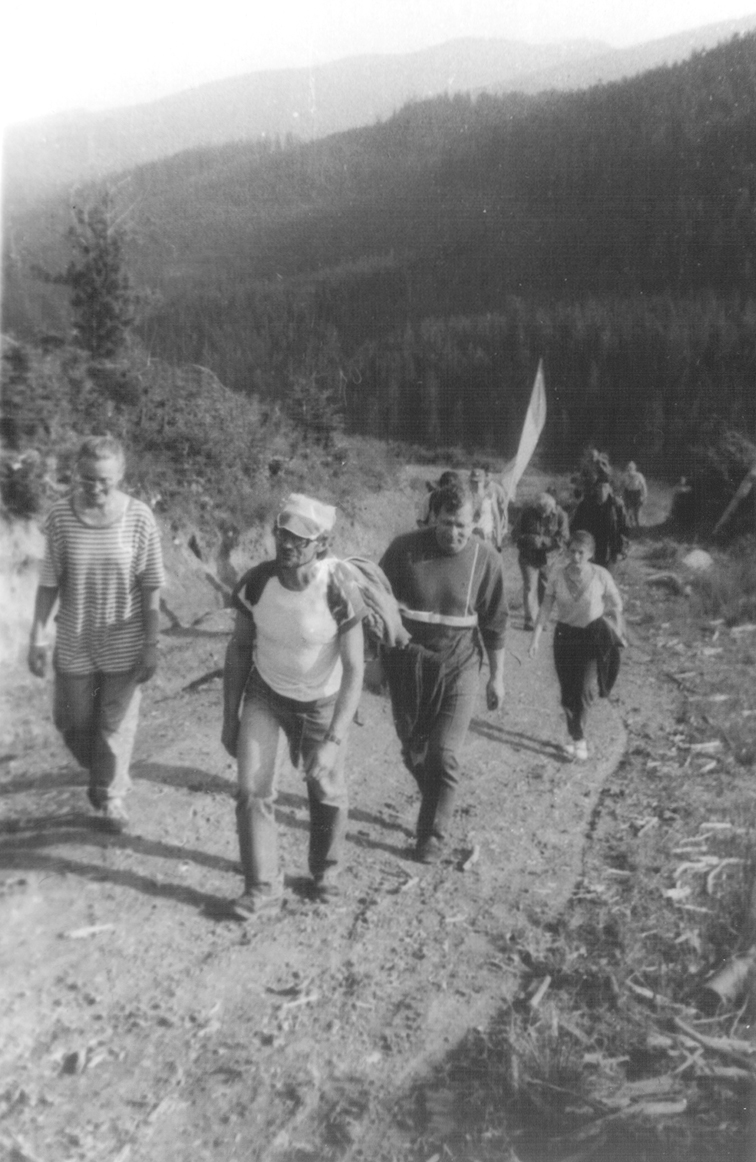
Микола Анатолійович Тищенко (на передньому плані) - шлях на Говерлу, 1993 р.